# Crepidium platychilum
Crepidium platychilum är en orkidéart som först beskrevs av Heinrich Gustav Reichenbach, och fick sitt nu gällande namn av Mark Alwin Clements och David Lloyd Jones. Crepidium platychilum ingår i släktet Crepidium, och familjen orkidéer.
Artens utbredningsområde är Fiji. Inga underarter finns listade i Catalogue of Life.